# ナザール・ボンジュウ

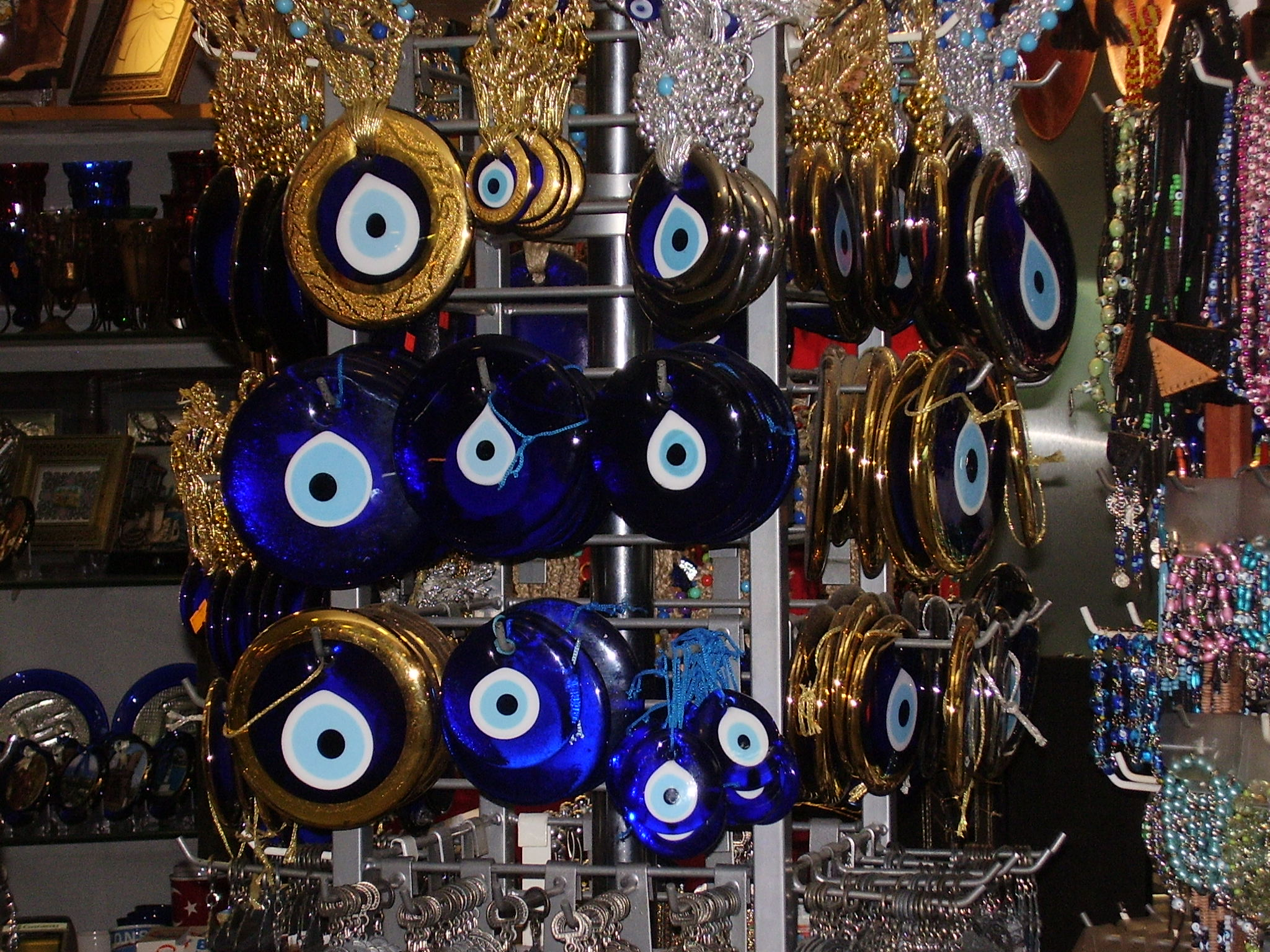
ナザール・ボンジュウ

ナザール・ボンジュウ（トルコ語: Nazar boncuğu）は、トルコのお守り。Nazarはアラビア語のنَظَر（naẓar, ナザル）に由来し、視覚、監視、注意及びそれらに関連する概念を意味し、boncuğuはビーズを意味する。青いガラスに中心から青色・水色・白色の着色で目玉が描かれ、邪視から災いをはねのけると信じられている。

## 概要
トルコの代表的なお土産でもあり、どこのお土産屋にも大量のナザール・ボンジュウが並んでいる。デザインは豊富で、金属の細工と組み合わせてあったり、カラフルな紐やビーズがつけてあったり、複数の目玉ガラスが使われていたりとさまざま。形態も壁掛け・キーホルダー・ストラップ・マグネット・ブローチなど多岐にわたる。
中近東ではハムサ、ギリシャ・ヨーロッパ圏ではイーブルアイとも呼ばれる。また、アラビアで見られる手の甲を模した飾りに目の模様をつけたファトマの手を亜種とみなす見方もある。

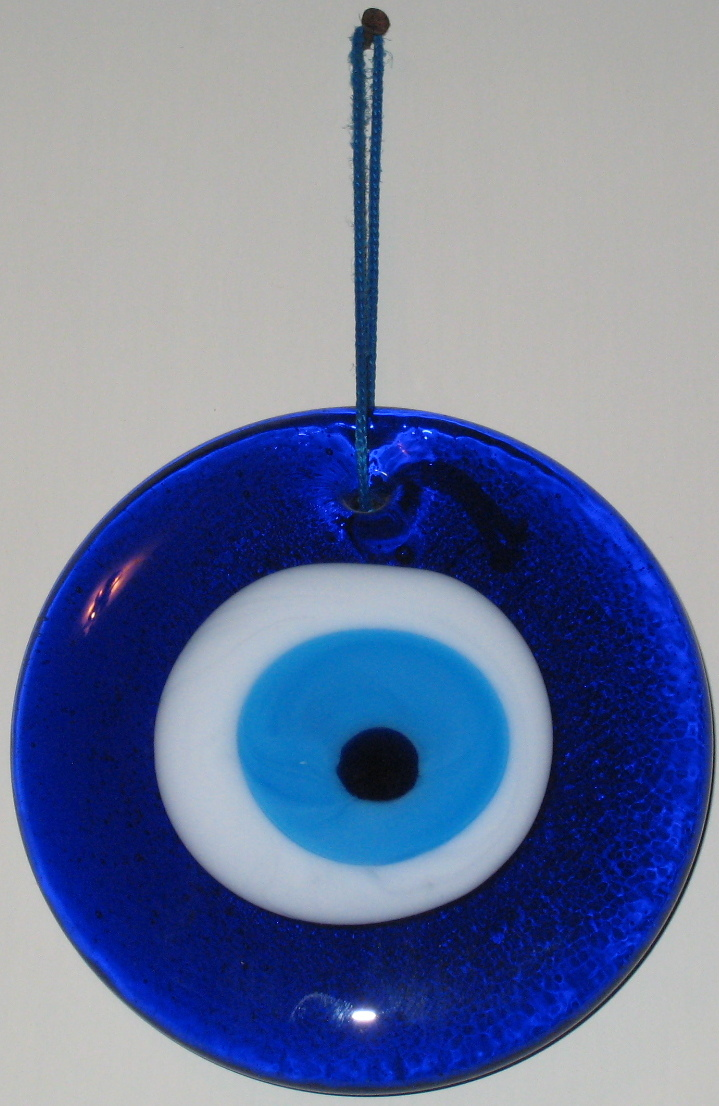
ペルシャのチェシェ・ナザール
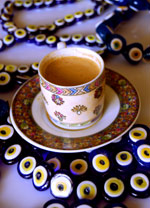
ナザールの邪眼のチャーム
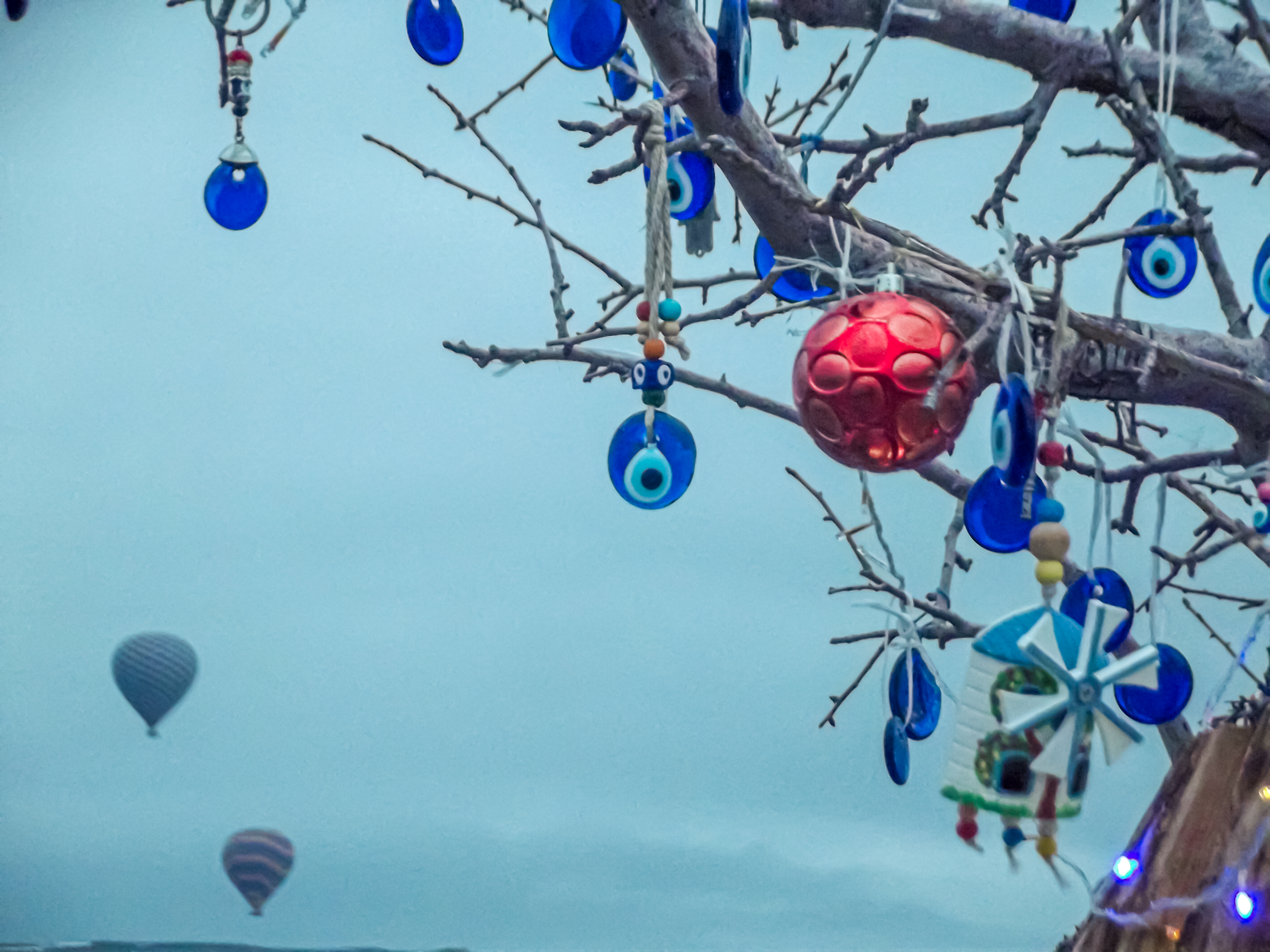
飾った様子
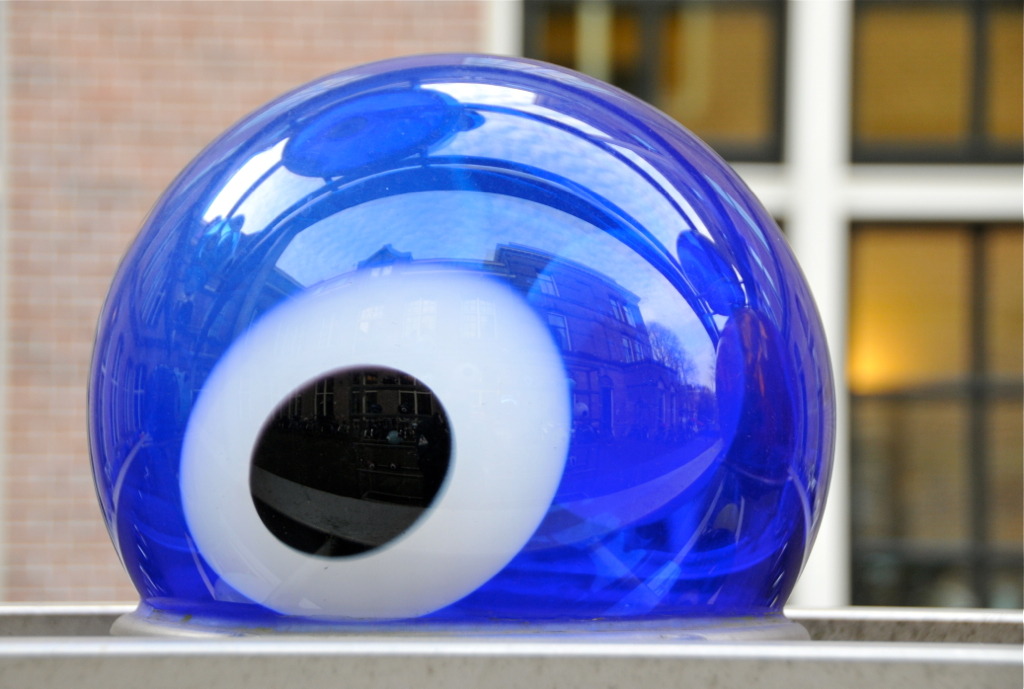
オランダのナザール風の彫刻
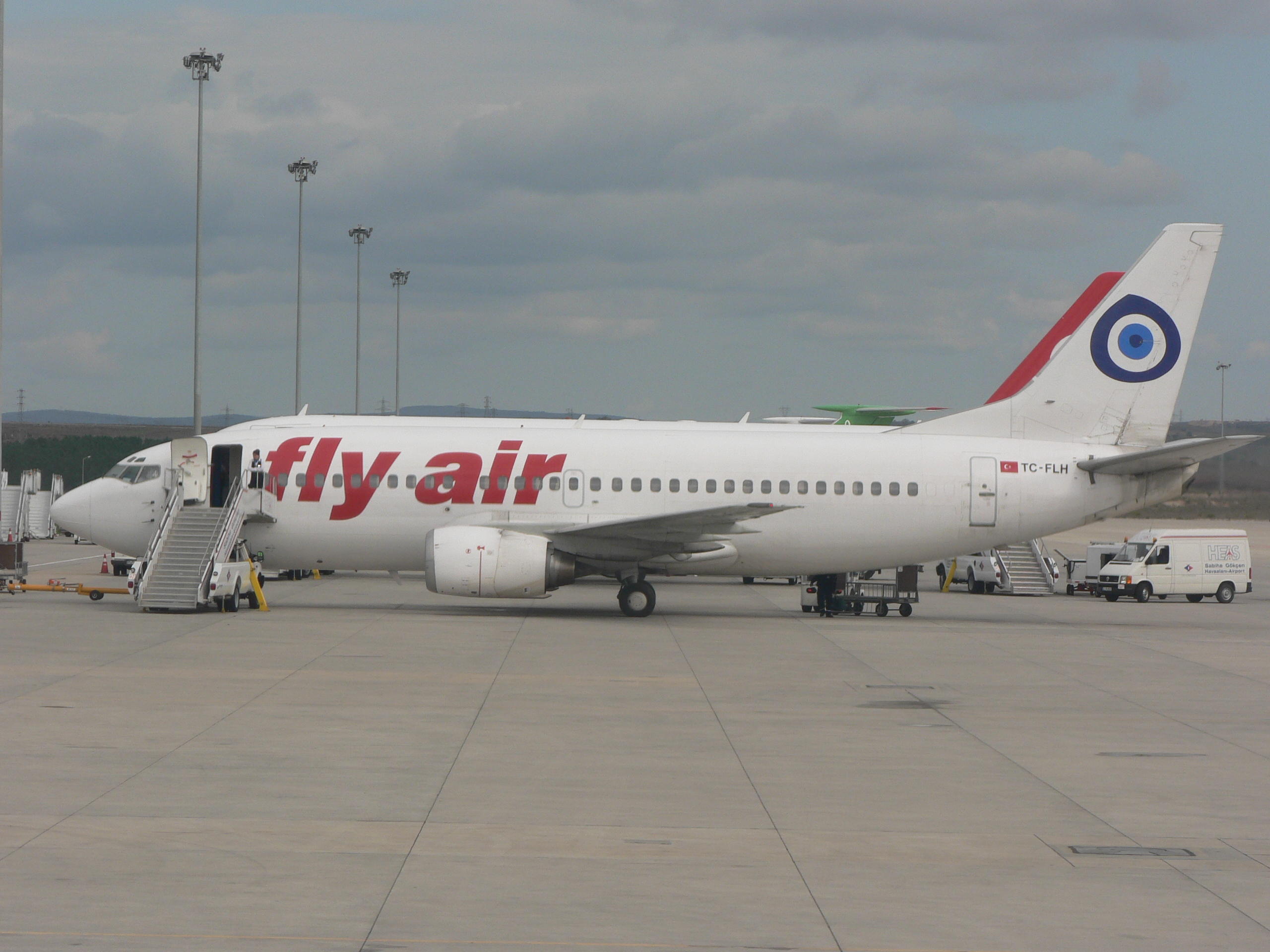
サビハ・ギョクチェン国際空港で撮影されたFly Air（英語版）の航空機ナザール
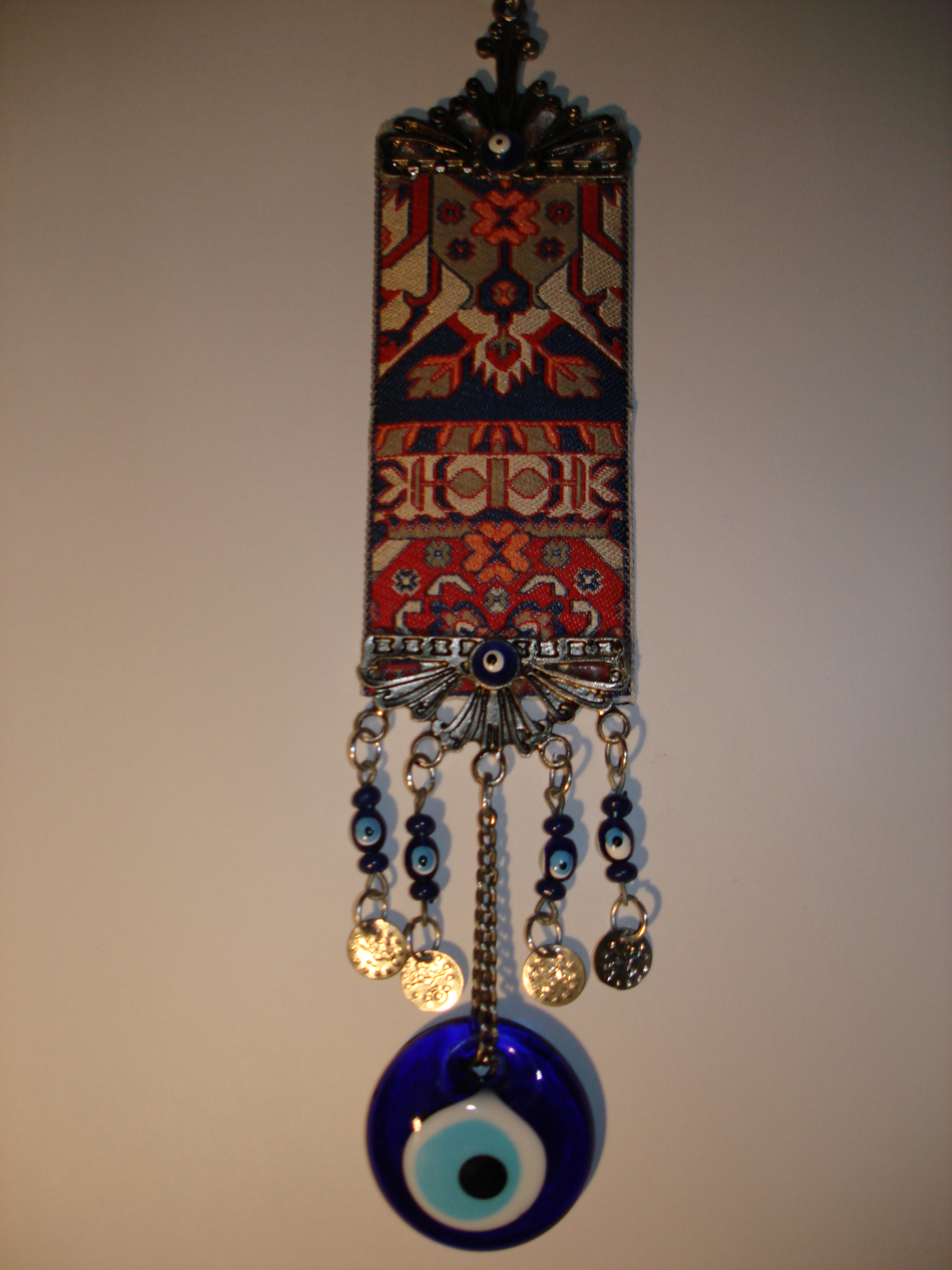
イランのナザール
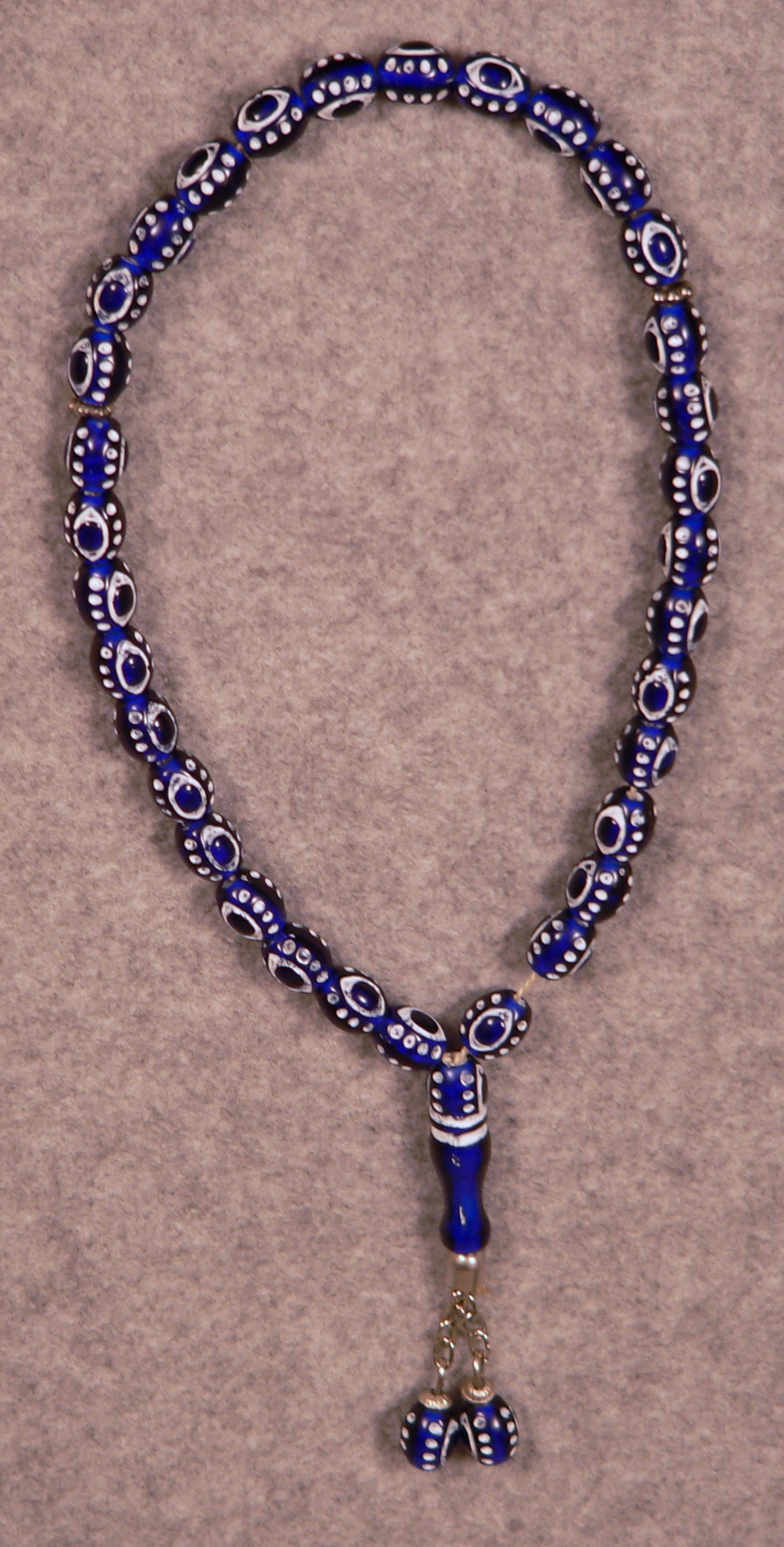
ミスバハ（英語版）(イランの数珠)
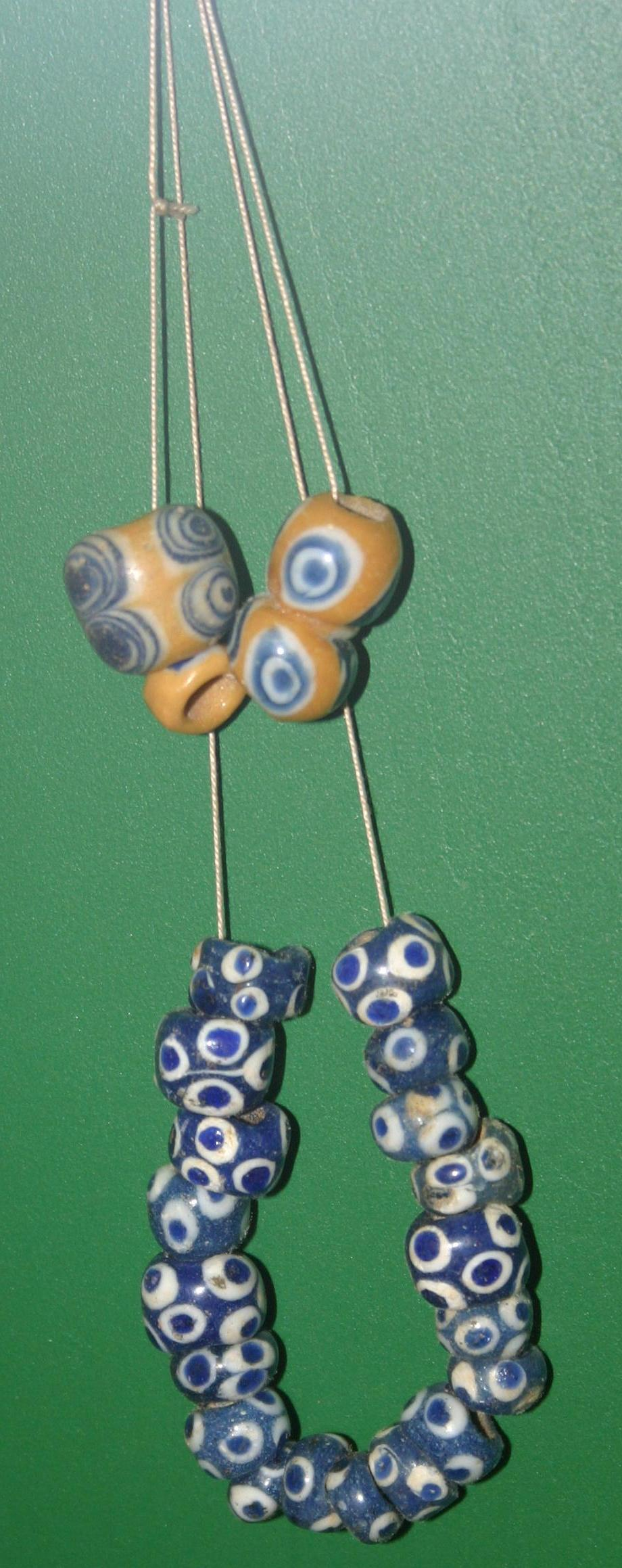
バトゥミ考古学博物館（英語版）のアイビーズ